# Torsten Palm
Torsten Palm (* 23. Juli 1947 in Kristinehamn) ist ein ehemaliger schwedischer Autorennfahrer.

## Karriere
Nach frühen Jahren im Rallyesport, wo er mit einem privaten Volvo unterwegs war, wechselte Palm 1969 auf die Rundstrecke und stieg in die Formel 3 ein. Zusammen mit Ronnie Peterson und Freddy Kottulinsky gewann er 1970 für Schweden den Formel-3-Europacup für Nationalteams.
1973 mietete Palm einen Werks-Surtees, um damit einige Läufe zur Formel-2-Europameisterschaft zu bestreiten. Beim Rennen in Karlskoga erreichte er den dritten Rang. Im nächsten Jahr wechselte er zu GRD, einem britischen Hersteller von Formel-3- und Formel-2-Rennwagen, und fuhr deren Werkswagen. 1975 versuchte er sich auch in der Formel 1. Beim Heimrennen in Anderstorp setzte er einen Hesketh 308 ein und wurde mit zwei Runden Rückstand auf den Sieger Niki Lauda im Ferrari 312T Zehnter.
Am Ende der Saison trat er vom Rennsport zurück und managte in den 1970er- und 1980er-Jahren seinen Landsmann Eje Elgh.